# Bērzpils socken
Bērzpil socken (lettiska: Bērzpils pagasts) är ett administrativt område i Balvi kommun i Lettland.